# 프린츠 대 미국 사건
프린츠 대 미국 사건(Printz v. United States, 521 U.S. 898 (1997))은 연방법인 브래들리법이 요구되는 소총소지허가 지원자의 신분조사를 위해 주소속 지역경찰관을 동원하는 것은 연방의회는 주행정부로 하여금 그 기능을 수행하도록 강요할 수 없어 위헌이라고 선언하였다.